# Кальватоне
Кальватоне (итал. Calvatone) — коммуна в Италии, располагается в регионе Ломбардия, в провинции Кремона.
Население составляет 1294 человек (2008 г.), плотность населения составляет 96 чел./км². Занимает площадь 13 км². Почтовый индекс — 26030. Телефонный код — 0375.
Покровителем коммуны почитается  священномученик Власий Севастийский, празднование 3 февраля.
В 1836 году в Кальватоне местными крестьянами была найдена и выкопана из земли древнеримская статуя, получившая название «Виктория Кальватоне» (с 1946 года хранится в Эрмитаже). 

## Демография
Динамика населения:

## Администрация коммуны
- Официальный сайт: www.comune.calvatone.cr..it